# Abu Bishr Matta ibn Yunus
Abū Bishr Mattā b. Yūnus al-Qunnā'ī, mort en 940, est un philosophe aristotélicien et traducteur arabe chrétien, fidèle de l'Église nestorienne, qui a joué un rôle important dans la transmission des œuvres d'Aristote aux Arabes.
Il reçut sa formation intellectuelle dans le monastère de Qunni (Dayr Qunni, dit aussi monastère de Mar Mari), un établissement religieux nestorien situé non loin de Bagdad et qui fournissait beaucoup de hauts fonctionnaires au gouvernement des califes abbassides. Il enseigna ensuite à Bagdad, où il eut parmi ses élèves le philosophe musulman Al-Fârâbî et le chrétien jacobite Yahya ibn Adi.
Il est surtout connu pour ses traductions en arabe d'Aristote et de ses commentateurs antiques. Ces traductions furent faites depuis le syriaque ; cependant le Kitab al-Fihrist mentionne une traduction des Réfutations sophistiques qu'il fit du grec en syriaque. Il traduisit les Seconds Analytiques sur la version syriaque de Hunayn ibn Ishaq, le livre lambda de la Métaphysique avec le commentaire d'Alexandre d'Aphrodise et la paraphrase de Thémistios, le De generatione et corruptione et ses commentaires par Alexandre et Olympiodore d'Alexandrie, le De sensu et sensato et une partie du De cælo (avec le commentaire d'Alexandre), la Poétique. Il traduisit en outre les commentaires d'Alexandre et d'Olympiodore sur les Météorologiques et le traité d'Alexandre Sur la providence.
Ces traductions en arabe du corpus aristotélicien furent poursuivies par ses disciples (notamment Yahya ibn Adi) et furent utilisées par les philosophes arabes postérieurs comme Avicenne. Abu Bishr Matta traduisit aussi du syriaque d'autres textes comme le Petit Compendium du médecin Yuhanna ibn Sarabiyun.